# Geschrankte conformatie

Ruimtelijke weergave en Newmanprojectie van een geschrankte conformatie van ethaan.

Illustratie van de vrije draaibaarheid rond de sigma-binding van ethaan.

In de organische chemie verwijst een geschrankte conformatie (vaak aangeduid met de Engelse term staggered) naar een specifieke conformatie, waarbij de substituenten (veelal waterstofatomen) van 2 opeenvolgende koolstofatomen in een koolstofketen alternerend ten opzichte van elkaar geschikt staan. Dit komt voornamelijk tot uiting bij de constructie van de Newmanprojectie. Daarbij is duidelijk te zien dat de substituenten elkaar niet hinderen (de torsiehoek tussen elk substituent bedraagt 60°). Dat zorgt ervoor dat de geschrankte conformatie een stuk stabieler is dan de geëclipseerde conformatie (ongeveer 12,5 kJ/mol).
Dergelijke conformaties komen voor bij sp3-gehybridiseerde koolstofatomen, omdat er een vrije draaibaarheid ontstaat aan de sigma-binding. Bijgevolg kunnen een groot aantal conformaties worden aangenomen, waaronder de stabiele geschrankte conformatie.